# Fanta szelet
A Fanta szelet (németül: Fantakuchen) egy Németországból származó sütemény, amely piskótaalappal készül. Az egyik fő hozzávalója a Fanta üdítőital, amely a szénsavasságának köszönhetően könnyedebb textúrát ad a hagyományos piskótáknál. A sütemény tetejét egyszerű citromos mázzal, vagy egy gazdag, tejszínes réteggel vonják be, amely tejfölből, tejszínből, cukorból és konzerv mandarinból készül. Általában születésnapi ünnepségeken vagy jótékonysági sütivásárokon kínálják.
A Fantát a The Coca-Cola Company németországi leányvállalata fejlesztette ki a második világháború alatt, mivel a kereskedelmi embargók miatt bizonyos hagyományos üdítőital-alapanyagokhoz nem lehetett hozzáférni a náci Németországban. A Fanta népszerűvé vált, nemcsak italként, hanem más ételek, például sütemények édesítésére is használták.

## Hasonló sütemények
Hasonló receptek más szénsavas üdítőitalokat használnak alapanyagként. Németországban például a Sprite-ból készül a Spritekuchen, a Coca-Colából a Colakuchen, míg limonádéból Limokuchen lesz.

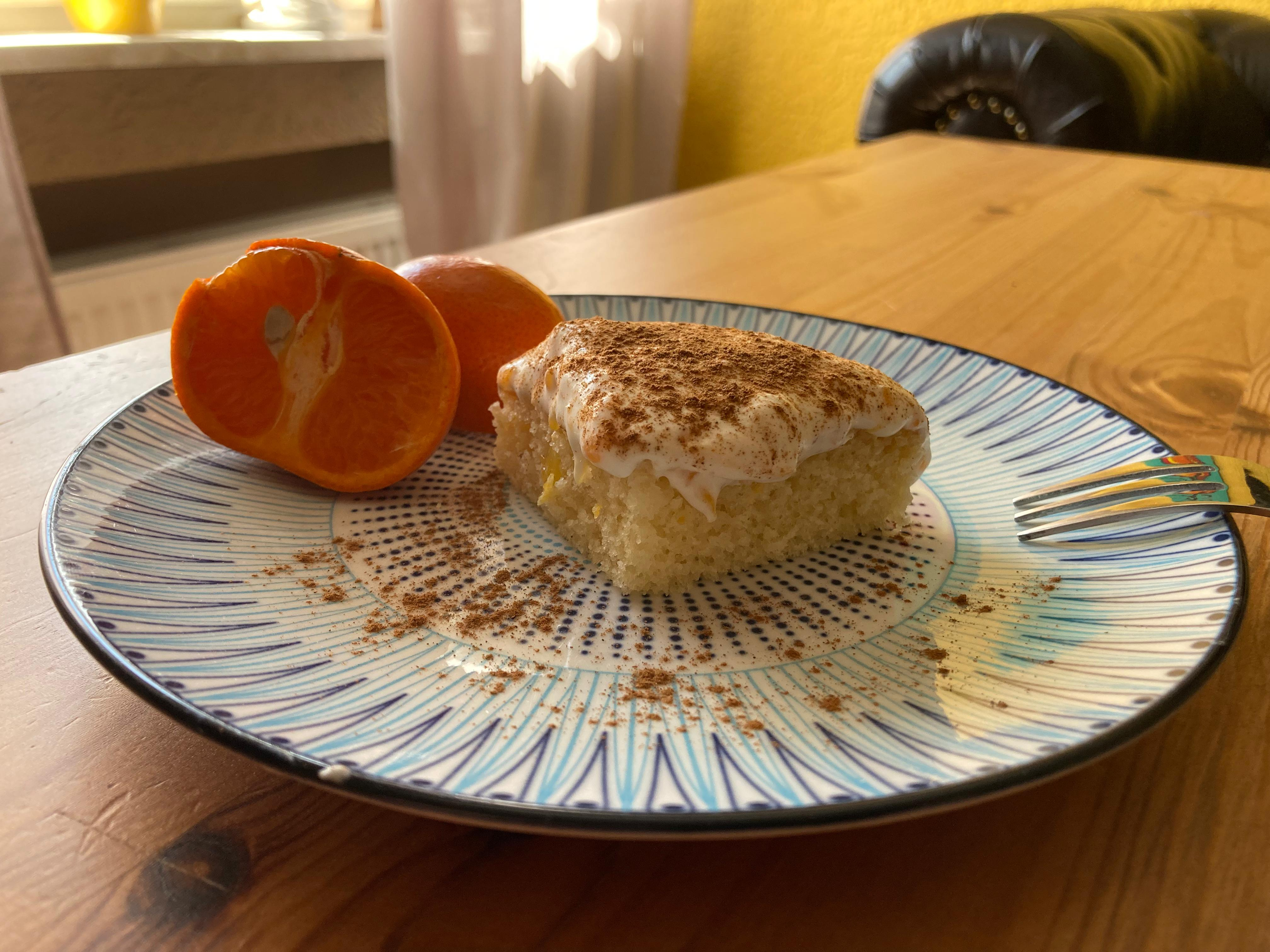
Ez egy fanta szelet (fahéjjal fűszerezve)

Az Egyesült Államok déli részén hasonló sütemények készültek a 20. század közepétől kezdve, 7 Up, Coca-Cola és Dr Pepper felhasználásával. A Cracker Barrel étteremlánc az 1990-es években vezette be a menüjébe a cola cake-et, amelynek egyik változata a double chocolate fudge Coca-Cola cake.
Ezenkívül többféle sörsütemény is létezik, amelyeket részben a sör természetes szénsavtartalma lazít meg.

## Elkészítés
A süteménytészta általában alapvető hozzávalókból készül, mint például liszt, tojás, cukor, vaj és Fanta. Az üdítőital segít könnyű textúrát létrehozni, miközben enyhe narancsos ízt ad a tésztának. Ezt gyakran gazdag feltéttel egészítik ki, amely tejfölből, vaníliás pudingból és gyümölcsből készül. Egyes receptek narancshéjat vagy narancsízű mázat is használnak, hogy fokozzák a citrusos jegyeket.

## Fordítás
Ez a szócikk részben vagy egészben  a   Fanta cake című angol Wikipédia-szócikk fordításán alapul.  Az eredeti cikk szerkesztőit annak laptörténete sorolja fel. Ez a jelzés csupán a megfogalmazás eredetét és a szerzői jogokat jelzi, nem szolgál a cikkben szereplő információk forrásmegjelöléseként.